# Stardust@home

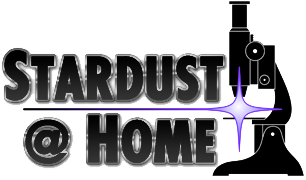
Stardust@home логотип

Stardust@home — это гражданский научный проект, который поощряет добровольцев искать изображения небольших столкновений межзвездной пыли. Проект начал предоставлять данные для анализа 1 августа 2006 года.
Данные для проекта поставил космический зонд "Stardust", собиравший образцы космической пыли в Солнечной системе и образцы вещества хвоста кометы Вильда 2. Для сбора образцов использовался коллектор, состоящий из 130 блоков силикагель-аэрогеля толщиной от 1 до 3 сантиметров каждый, помещенных в алюминиевые ячейки.
Чтобы найти следы звездной пыли, необходимо визуально осмотреть более 700 000 отдельных ячеек аэрогеля с использованием большого увеличения.  Каждое поле, состоящее из 40 изображений, будет называться «кинофокусом». Проект пытается добиться этого за счет распределения работы между волонтерами. В отличие от проектов распределенных вычислений, оно не использует вычислительные мощности большого количества компьютеров. Этот подход похож на ранние проекты, такие как Clickworkers, по поиску марсианских кратеров.
Для регистрации на участие желающим необходимо пройти тест качества. После регистрации и прохождения теста, участники получают доступ к «виртуальному микроскопу», который позволяет им искать в каждом поле следы межзвездной пыли с помощью управления фокусом.
В качестве стимула для волонтеров первые 5 этапов проекта позволяют первому найти конкретную пылинку и дать ей название. Первооткрыватель будет представлен в качестве соавтора в какой-либо научной публикации и как первооткрыватель этой частицы.
В феврале 2013 года 12 статей, обобщающих результаты первичного исследования, были представлены в научный журнал Meteoritics & Planetary Science и начали процесс рецензирования.
В 2016 году прошла заключительная конференция по проекту.

Это увеличенное видео показывает, как может выглядеть трек частиц в аэрогеле. Его можно посмотреть в Руководстве по поиску в виртуальном микроскопе. В справочнике использованы треки внеземных частиц, захваченные коллектором на российской станции «Мир», и треки субмикронных частиц пыли, выпущенных в аэрогель со скоростью 20 км/с с помощью пылевого ускорителя Ван де Граафа в Гейдельберге, Германия. Следы настоящей межзвездной пыли могут выглядеть иначе: они могут быть глубже или мельче, шире или уже.

## Фазы
Проект был разделён на 6 фаз. Фаза 1 стала доступна публике в августе 2006, фаза 2 — в августе 2007, фаза 3 — в марте 2010, фаза 4 — в июле 2011, фаза 5 — в мае 2012, фаза 6 — в июне 2013.
Этап 6 включает в себя более 30 000 новых пленок, обеспечивающих восемь плиток аэрогеля. Метод расчета также был изменен, и, в отличие от других этапов, проект больше не мог гарантировать первооткрывателям частиц, что они будут упомянуты как соавторы в научных публикациях об открытиях.